# Theo Dietz
Theo Dietz  is een Nederlandse zakenman. Hij is onder andere  oprichter van Joint Services International (JSI), de voormalig distributeur van surfmerk O'Neill.

## O'Neill
Het bedrijf O'Neill werd in 1952 door Jack O'Neill opgericht in Pleasure Point, Santa Cruz, Californië. In 1978 haalde JSI de Amerikaanse surfkleding van O'Neill naar Europa. Het hoofdkantoor was aanvankelijk in Warmond maar verhuisde in 2004 naar Voorschoten.
In 1998 kwam Rudy Bakker in contact met golfprofessional Chris van der Velde, die net naar Nederland was gekomen en op de Europese PGA Tour speelde. O'Neill werd de eerste sponsor van Van der Velde.
In 2000 probeerde JSI onder de naam O'Neill naar de beurs te gaan, maar de familie O'Neill verhinderde dat. Daarna stond JSI in de etalage. Twee partijen toonden belangstelling, Marcel Boekhoorn en Commonwealth, waarin onder meer Dietz participeerde. Het bod van 160 miljoen euro van Boekhoorn werd afgeslagen. 
Toen Bakker in 2005 overleed, kwamen er problemen. Uiteindelijk nam Logo International JSI in 2006 over, werd Andreas Adenauer (kleinzoon van Konrad Adenauer) in 2007 als nieuwe topman aangetrokken en verliet Dietz JSI in 2008.

## Golf
Dietz legde samen met Hans van Veggel een golfbaan aan tussen Den Haag en Wassenaar. De club en de eerste negen holes werden in mei 2008 geopend. Leden moesten een aandeel van de Wassenaarse Golf Groendael kopen.